# Salta gubbar och sextanter
Salta gubbar och sextanter är en svensk film från 1965 i regi av Börje Larsson.

## Handling
Bröderna Valle och Bror Väster bor i skärgården och försörjer sig på fiske. Valle är gift med Lina och Bror är ungkarl. En dag får Lina veta att hon ärvt 50 000 kronor från en avlägsen släkting och hon och Valle reser till Stockholm för att kvittera ut arvet. Då visar det sig att de även har ärvt en våning som de flyttar in i. Valle vill placera pengarna i något säkert och svarar på en annons. Utan att egentligen veta hur det gick till är han plötslig kompanjon med den vackra nattklubbsägaren Maribella. 

## Om filmen
Filmen premiärvisades 23 augusti 1965 på biograf Royal i Norrtälje. Filmen spelades in vid Svensk Talfilm ateljée i Täby med exteriörer från Muskö i Stockholms skärgård av Curt Cronwall. I januari 1966 ändrades titeln till Hej du glada sommar!!!.

## Roller i urval
- Åke Grönberg - Valle Väster, fiskare
- Eva Stiberg - Lina Väster, Valles hustru
- Ulf Johanson - Bror Väster, Valles bror
- Gunwer Bergkvist - Greta Berglund, tandläkare
- Victoria Kahn - Miki, 8 år, hennes dotter
- Åke Harnesk - John Arnoldson
- Gösta Prüzelius - Georg Brander, skeppsredare och Maribellas fästman
- Topsy Sandler - Ulla
- Inger Axö - Chris
- Rose-Marie Eriksson - Marianne
- Leif Sandberg - Tommy
- Leif Ahrle - Holger
- Arne Strand - Jan
- Märta Arbin - Ullas faster
- Git Gay - Maribella

## Filmmusik i urval
Melodier av Thore Skogman, Lasse Dahlqvist, Roland Edling och Cornelis Vreeswijk förekommer i filmen.